# Ela Lehotská
Ela Lehotská (* 1973 v Bratislavě) je slovenská divadelní a filmová herečka, dcera zpěváka a skladatele Janka Lehotského.

## Filmografie
- 2005 – Ordinace v růžové zahradě (TV seriál)
- 2006 – Puritptýz (studentský film)
- 2007 – Paní z Izieu (TV film)
- 2008 – František je děvkař (Eliška Soukenická)
- 2008 – Mesto tieňov
- 2008 – Kriminálka Anděl (TV seriál)
- 2010 – Pažoutovi (TV seriál)
- 2010 – Zázraky života (TV seriál)
- 2013 – Zázrak